# 1. Fußball-Club Nürnberg Verein für Leibesübungen 1977-1978
Questa voce raccoglie le informazioni riguardanti il 1. Fußball-Club Nürnberg Verein für Leibesübungen nelle competizioni ufficiali della stagione 1977-1978.

## Stagione
Nella stagione 1977-1978 il Norimberga, allenato da Horst Buhtz e Werner Kern, concluse il campionato di 2. Bundesliga al 2º posto. In Coppa di Germania il Norimberga fu eliminato al primo turno dal Karlsruhe.

## Rosa
| N. |                     | Ruolo | Calciatore          |
| -- | ------------------- | ----- | ------------------- |
|    | Germania (bandiera) | P     | Gerhard Hummel      |
|    | Germania (bandiera) | P     | Manfred Müller      |
|    | Germania (bandiera) | D     | Bertram Beierlorzer |
|    | Germania (bandiera) | D     | Günter Dämpfling    |
|    | Germania (bandiera) | D     | Norbert Eder        |
|    | Germania (bandiera) | D     | Hans Pausch         |
|    | Germania (bandiera) | D     | Peter Stocker       |
|    | Germania (bandiera) | D     | Jürgen Täuber       |
|    | Germania (bandiera) | D     | Horst Weyerich      |
|    | Germania (bandiera) | C     | Dieter Lieberwirth  |

| N. |                     | Ruolo | Calciatore           |
| -- | ------------------- | ----- | -------------------- |
|    | Serbia (bandiera)   | C     | Slobodan Petrovic    |
|    | Germania (bandiera) | C     | Reinhold Schöll      |
|    | Germania (bandiera) | A     | Werner Dorok         |
|    | Germania (bandiera) | A     | Peter Sommer         |
|    | Germania (bandiera) | A     | Alfred Steinkirchner |
|    | Germania (bandiera) | A     | Siegfried Susser     |
|    | Germania (bandiera) | A     | Klaus Täuber         |
|    | Germania (bandiera) | A     | Hans Walitza         |
|    | Serbia (bandiera)   | A     | Miodrag Živaljević   |

## Organigramma societario
Area tecnica
- Allenatore: Werner Kern
- Allenatore in seconda:
- Preparatore dei portieri:
- Preparatori atletici:

## Calciomercato

### Sessione estiva
| Acquisti | Acquisti             | Acquisti       | Acquisti |
| R.       | Nome                 | da             | Modalità |
| -------- | -------------------- | -------------- | -------- |
| D        | Günter Dämpfling     | Jahn Ratisbona |          |
| A        | Alfred Steinkirchner | TSV Straubing  |          |

| Cessioni | Cessioni          | Cessioni          | Cessioni |
| R.       | Nome              | a                 | Modalità |
| -------- | ----------------- | ----------------- | -------- |
| D        | Kurt Geinzer      | Kickers Offenbach |          |
| D        | Rudolf Hannakampf | Bayreuth          |          |
| C        | Jan Majkowski     | Amberg            |          |
| P        | Klaus Müller      | Pirmasens         |          |
| C        | Dieter Nüssing    | Hertha Berlino    |          |
| D        | Ulrich Pechtold   | Kickers Offenbach |          |
| D        | Manfred Rüsing    | BSC Erlangen      |          |
| D        | Rudolf Sturz      | St. Pauli         |          |

### Sessione invernale
| Acquisti | Acquisti | Acquisti | Acquisti |
| R.       | Nome     | da       | Modalità |
| -------- | -------- | -------- | -------- |

| Cessioni | Cessioni | Cessioni | Cessioni |
| R.       | Nome     | a        | Modalità |
| -------- | -------- | -------- | -------- |

## Risultati

### 2. Bundesliga

#### Girone di andata
| Arbitro: | Engel |

|                         |           |            |
| Petrovic 16’ Susser 29’ | Marcatori | 26’ Krauth |

| Arbitro: | Röder |

|  |           |          |
|  | Marcatori | 79’ Eder |

| Arbitro: | Schmoock |

|                                    |           |  |
| Živaljević 58’ Weyerich 88’ (rig.) | Marcatori |  |

| Arbitro: | Schumann |

|               |           |            |
| Killmaier 38’ | Marcatori | 90’ Pausch |

| Arbitro: | Linn |

|                                |           |  |
| Walitza 5’ Weyerich 35’ (rig.) | Marcatori |  |

| Arbitro: | Messmer |

|                                            |           |                                |
| Renner 62’ Stocker 67’ (aut.) Allgöwer 73’ | Marcatori | 3’, 35’ Susser 74’ Lieberwirth |

| Arbitro: | Dahler |

|                                        |           |  |
| Živaljević 54’ Weyerich 76’ Pausch 77’ | Marcatori |  |

| Arbitro: | Klauser |

|            |           |  |
| Breuer 85’ | Marcatori |  |

| Arbitro: | Regneri |

|                            |           |            |
| Lieberwirth 17’ Täuber 35’ | Marcatori | 75’ Jordan |

| Arbitro: | Walther |

|  |           |                         |
|  | Marcatori | 45’ Petrovic 76’ Täuber |

| Arbitro: | Ulm |

|                                   |           |            |
| Täuber 7’ Eder 22’ Živaljević 63’ | Marcatori | 49’ Bruder |

| Arbitro: | Ross |

|                                            |           |  |
| Ulsamer 24’ Emmerich 43’ (rig.) Werner 71’ | Marcatori |  |

| Arbitro: | Joos |

|                                                                                 |           |                                              |
| Eder 16’ Weyerich 22’ (rig.), 74’ (rig.), 80’ (rig.) Lieberwirth 38’ Täuber 41’ | Marcatori | 39’, 71’ Drexler 45’ Lindemann 59’ Cestonaro |

| Augusta 6 novembre 1977 14ª giornata | Augusta | 0 – 0 referto | Norimberga | Rosenaustadion (12 000 spett.)\| Arbitro: \| Glaw \| |
| Arbitro:                             | Glaw    |               |            |                                                      |

| Arbitro: | Kettenbach |

|                         |           |  |
| Weyerich 57’ Susser 90’ | Marcatori |  |

| Arbitro: | Föckler |

|               |           |                                                        |
| Deterding 84’ | Marcatori | 7’ Živaljević 17’ Täuber 32’, 57’ Eder 83’ Lieberwirth |

| Arbitro: | Huster |

|                                  |           |             |
| Eder 23’ Pausch 33’ Petrovic 37’ | Marcatori | 10’ Poulsen |

| Arbitro: | Biwersi |

|                      |           |                     |
| Lachmann 4’ Harm 48’ | Marcatori | 78’ (rig.) Weyerich |

| Arbitro: | Quindeau |

|                                            |           |  |
| Weyerich 54’ (rig.) Täuber 61’ Walitza 65’ | Marcatori |  |

#### Girone di ritorno
| Arbitro: | Schmoock |

|                      |           |          |
| Günther 3’, 88’, 89’ | Marcatori | 81’ Eder |

| Arbitro: | Schmidhuber |

|                                |           |           |
| Eder 13’ Susser 30’ Schöll 71’ | Marcatori | 31’ Sterz |

| Offenbach am Main 21 gennaio 1978 22ª giornata | Kickers Offenbach | 0 – 0 referto | Norimberga | Stadion am Bieberer Berg (12 000 spett.)\| Arbitro: \| Messmer \| |
| Arbitro:                                       | Messmer           |               |            |                                                                   |

| Arbitro: | Wilhelmi |

|                     |           |             |
| Weyerich 90’ (rig.) | Marcatori | 31’ Posniak |

| Arbitro: | Dreher |

|  |           |                                           |
|  | Marcatori | 41’ Živaljević 48’ Lieberwirth 58’ Täuber |

| Arbitro: | Dilg |

|                                                    |           |           |
| Walitza 13’ (rig.) Täuber 50’, 85’ Lieberwirth 53’ | Marcatori | 49’ Saile |

| Arbitro: | Ferro |

|                      |           |                            |
| Leiendecker 38’, 58’ | Marcatori | 37’ Schöll 42’ (aut.) Veit |

| Arbitro: | Hontheim |

|                                  |           |                         |
| Täuber 18’ Täuber 45’ Susser 78’ | Marcatori | 16’ Breuer 28’ Sommerer |

| Arbitro: | Dölfel |

|              |           |                        |
| Nathmann 26’ | Marcatori | 34’ Pausch 80’ Walitza |

| Arbitro: | Joos |

|                             |           |               |
| Lieberwirth 27’ Walitza 67’ | Marcatori | 79’ Pankotsch |

| Friburgo in Brisgovia 19 marzo 1978 30ª giornata | Freiburger | 0 – 0 referto | Norimberga | Möslestadion (8 000 spett.)\| Arbitro: \| Klein \| |
| Arbitro:                                         | Klein      |               |            |                                                    |

| Arbitro: | Tritschler |

|                                                       |           |              |
| Weyerich 9’ (rig.), 47’ (rig.) Walitza 19’ Täuber 43’ | Marcatori | 27’ Emmerich |

| Arbitro: | Engel |

|                         |           |  |
| Cestonaro 54’ Weber 74’ | Marcatori |  |

| Arbitro: | Luca |

|                         |           |           |
| Petrovic 63’ Schöll 66’ | Marcatori | 47’ Steer |

| Arbitro: | Gaus |

|                    |           |                          |
| Gruler 13’ Ney 58’ | Marcatori | 15’ Weyerich 17’ Walitza |

| Arbitro: | Föckler |

|                      |           |  |
| Eder 32’ Walitza 54’ | Marcatori |  |

| Arbitro: | Schumann |

|                             |           |                       |
| Seubert 45’ (rig.) Zahn 54’ | Marcatori | 59’ Eder 66’ Weyerich |

| Arbitro: | Aldinger |

|            |           |                               |
| Sommer 19’ | Marcatori | 9’ Vogel 16’ Sebert 63’ Knapp |

| Arbitro: | Messmer |

|                                                  |           |  |
| Fichtner 3’ (rig.) Michl 45’ Zapf 55’ Beller 82’ | Marcatori |  |

### Coppa di Germania
| Arbitro: | Schmoock |

|                             |           |            |
| Krauth 55’ Flindt-Bjerg 62’ | Marcatori | 69’ Susser |

## Statistiche

### Statistiche di squadra
| Competizione      | Punti | In casa | In casa | In casa | In casa | In casa | In casa | In trasferta | In trasferta | In trasferta | In trasferta | In trasferta | In trasferta | Totale | Totale | Totale | Totale | Totale | Totale | DR  |
| Competizione      | Punti | G       | V       | N       | P       | Gf      | Gs      | G            | V            | N            | P            | Gf           | Gs           | G      | V      | N      | P      | Gf     | Gs     | DR  |
| ----------------- | ----- | ------- | ------- | ------- | ------- | ------- | ------- | ------------ | ------------ | ------------ | ------------ | ------------ | ------------ | ------ | ------ | ------ | ------ | ------ | ------ | --- |
| 2. Bundesliga     | 53    | 19      | 17      | 1       | 1       | 50      | 19      | 19           | 5            | 8            | 6            | 25           | 27           | 38     | 22     | 9      | 7      | 75     | 46     | +29 |
| Coppa di Germania | -     | 0       | 0       | 0       | 0       | 0       | 0       | 1            | 0            | 0            | 1            | 1            | 2            | 1      | 0      | 0      | 1      | 1      | 2      | -1  |
| Totale            | 53    | 19      | 17      | 1       | 1       | 50      | 19      | 20           | 5            | 8            | 7            | 26           | 29           | 39     | 22     | 9      | 8      | 76     | 48     | +28 |

### Andamento in campionato
| Giornata  | 1 | 2 | 3 | 4 | 5 | 6 | 7 | 8 | 9 | 10 | 11 | 12 | 13 | 14 | 15 | 16 | 17 | 18 | 19 | 20 | 21 | 22 | 23 | 24 | 25 | 26 | 27 | 28 | 29 | 30 | 31 | 32 | 33 | 34 | 35 | 36 | 37 | 38 |
| --------- | - | - | - | - | - | - | - | - | - | -- | -- | -- | -- | -- | -- | -- | -- | -- | -- | -- | -- | -- | -- | -- | -- | -- | -- | -- | -- | -- | -- | -- | -- | -- | -- | -- | -- | -- |
| Luogo     | C | T | C | T | C | T | C | T | C | T  | C  | T  | C  | T  | C  | T  | C  | T  | C  | T  | C  | T  | C  | T  | C  | T  | C  | T  | C  | T  | C  | T  | C  | T  | C  | T  | C  | T  |
| Risultato | V | V | V | N | V | N | V | P | V | V  | V  | P  | V  | N  | V  | V  | V  | P  | V  | P  | V  | N  | N  | V  | V  | N  | V  | V  | V  | N  | V  | P  | V  | N  | V  | N  | P  | P  |
| Posizione | 8 | 5 | 3 | 2 | 1 | 3 | 3 | 5 | 4 | 3  | 1  | 3  | 3  | 2  | 2  | 2  | 2  | 2  | 2  | 2  | 2  | 2  | 2  | 2  | 1  | 2  | 2  | 2  | 2  | 2  | 2  | 2  | 2  | 2  | 2  | 2  | 2  | 2  |

Legenda:

Luogo: C = Casa; T = Trasferta. Risultato: V = Vittoria; N = Pareggio; P = Sconfitta.

### Statistiche dei giocatori
| Giocatore        | 2. Bundesliga | 2. Bundesliga | 2. Bundesliga | 2. Bundesliga | Relegation Bundesliga | Relegation Bundesliga | Relegation Bundesliga | Relegation Bundesliga | Coppa di Germania | Coppa di Germania | Coppa di Germania | Coppa di Germania | Totale   | Totale | Totale      | Totale     |
| Giocatore        | Presenze      | Reti          | Ammonizioni   | Espulsioni    | Presenze              | Reti                  | Ammonizioni           | Espulsioni            | Presenze          | Reti              | Ammonizioni       | Espulsioni        | Presenze | Reti   | Ammonizioni | Espulsioni |
| ---------------- | ------------- | ------------- | ------------- | ------------- | --------------------- | --------------------- | --------------------- | --------------------- | ----------------- | ----------------- | ----------------- | ----------------- | -------- | ------ | ----------- | ---------- |
| B. Beierlorzer   | 36            | 0             | 2             | 0             | 2                     | 0                     | 1                     | 0                     | 1                 | 0                 | 1                 | 0                 | 39       | 0      | 4           | 0          |
| W. Dorok         | 11            | 0             | 1             | 0             | 0                     | 0                     | 0                     | 0                     | 0                 | 0                 | 0                 | 0                 | 11       | 0      | 1           | 0          |
| G. Dämpfling     | 10            | 0             | 2             | 0             | 2                     | 0                     | 0                     | 0                     | 0                 | 0                 | 0                 | 0                 | 12       | 0      | 2           | 0          |
| N. Eder          | 35            | 10            | 11            | 0             | 2                     | 0                     | 0                     | 0                     | 1                 | 0                 | 1                 | 0                 | 38       | 10     | 12          | 0          |
| G. Hummel        | 7             | 0             | 0             | 0             | 0                     | 0                     | 0                     | 0                     | 0                 | 0                 | 0                 | 0                 | 7        | 0      | 0           | 0          |
| D. Lieberwirth   | 38            | 7             | 3             | 0             | 2                     | 0                     | 0                     | 0                     | 1                 | 0                 | 0                 | 0                 | 41       | 7      | 3           | 0          |
| M. Müller        | 31            | 0             | 0             | 0             | 2                     | 0                     | 0                     | 0                     | 1                 | 0                 | 0                 | 0                 | 34       | 0      | 0           | 0          |
| H. Pausch        | 35            | 4             | 1             | 0             | 0                     | 0                     | 0                     | 0                     | 1                 | 0                 | 0                 | 0                 | 36       | 4      | 1           | 0          |
| S. Petrovic      | 29            | 4             | 2             | 1             | 2                     | 1                     | 0                     | 0                     | 1                 | 0                 | 0                 | 0                 | 32       | 5      | 2           | 1          |
| R. Schöll        | 27            | 3             | 0             | 0             | 2                     | 0                     | 1                     | 0                     | 0                 | 0                 | 0                 | 0                 | 29       | 3      | 1           | 0          |
| P. Sommer        | 15            | 1             | 0             | 0             | 0                     | 0                     | 0                     | 0                     | 0                 | 0                 | 0                 | 0                 | 15       | 1      | 0           | 0          |
| A. Steinkirchner | 2             | 0             | 0             | 0             | 1                     | 0                     | 0                     | 0                     | 0                 | 0                 | 0                 | 0                 | 3        | 0      | 0           | 0          |
| P. Stocker       | 32            | 0             | 3             | 0             | 2                     | 0                     | 0                     | 0                     | 1                 | 0                 | 0                 | 0                 | 35       | 0      | 3           | 0          |
| S. Susser        | 22            | 6             | 1             | 0             | 0                     | 0                     | 0                     | 0                     | 1                 | 1                 | 1                 | 0                 | 23       | 7      | 2           | 0          |
| J. Täuber        | 22            | 1             | 1             | 0             | 1                     | 0                     | 0                     | 0                     | 0                 | 0                 | 0                 | 0                 | 23       | 1      | 1           | 0          |
| K. Täuber        | 30            | 11            | 4             | 0             | 0                     | 0                     | 0                     | 0                     | 1                 | 0                 | 0                 | 0                 | 31       | 11     | 4           | 0          |
| H. Walitza       | 27            | 8             | 3             | 0             | 2                     | 2                     | 1                     | 0                     | 1                 | 0                 | 0                 | 0                 | 30       | 10     | 4           | 0          |
| H. Weyerich      | 37            | 14            | 3             | 0             | 2                     | 0                     | 0                     | 0                     | 1                 | 0                 | 0                 | 0                 | 40       | 14     | 3           | 0          |
| M. Živaljević    | 29            | 5             | 3             | 0             | 2                     | 0                     | 1                     | 0                     | 1                 | 0                 | 0                 | 0                 | 32       | 5      | 4           | 0          |